# DNCE
DNCE es una banda de dance-rock estadounidense que se formó en 2015. El grupo está formado por Joe Jonas, Jack Lawless, Cole Whittle y JinJoo Lee. El grupo firmó con Republic Records, y lanzaron su primer sencillo Cake by the Ocean en septiembre de 2015. La canción tuvo un éxito rotundo en diversos territorios, llegando al puesto 9 de la lista Billboard Hot 100 de los Estados Unidos. Su EP debut, Swaay (2015), recibió una recepción muy positiva después del lanzamiento. También recibieron su primera nominación a un premio,  por mejor artista nuevo en los Kids' Choice Awards 2016.

## Primeros años
Jonas Brothers, una banda de dance rock que tuvo mucho éxito en la música y la actuación. El grupo lanzó cuatro álbumes de estudio de 2006 a 2013, vendiendo más de 76 millones de discos en todo el mundo. Jonas lanzó un álbum debut en solitario en 2010 recibiendo transversales críticas y un moderado desempeño comercial. Los Jonas Brothers empezaron a grabar su quinto álbum de estudio en 2013, el proyecto fue inédito y/o cancelado y luego la banda oficialmente se disolvió.  Jack Lawless se reunió por primera vez  con Jonas cuando actuaba como acto de apertura para la gira Jonas Brothers' Marvelous Party Tour (2007). Lawless y Jonas formaron una estrecha amistad. En 2010, Lawless se convirtió en el baterista de la banda de rock alternativo Ocean Grove; el grupo lanzó su EP debut en 2011. Cole Whittle saltó a la fama como el bajista de la banda Semi Precious Weapons. La banda lanzó tres álbumes de estudio durante su carrera, con su último trabajo discográfico luego de la separación en 2014. JinJoo Lee, al igual que Lawless, había viajado anteriormente con la banda Jonas Brothers, tocando la guitarra. Ella fue miembro de la banda para la gira de Cee Lo Green (2010-2011), y más tarde trabajó con Charli XCX. En 2017 colaboró como telonero en la gira musical 24K Magic World Tour de Bruno Mars en la fase Latinoamérica.

### Formación
La idea de DNCE llegó por primera vez cuando Joe y Lawless vivían juntos, aunque el proyecto quedó en suspenso debido a los horarios ocupados del dúo. Joe, Lawless y Lee llegaron al acuerdo oficial para formar DNCE en 2015, con el trabajo de su primer álbum de estudio que comienza poco después. A pesar de haber comenzado a trabajar en el proyecto, el grupo se esforzó por encontrar un cuarto miembro para la banda. Joe comenzó a trabajar con el compositor Justin Tranter, de Semi Precious Weapons, para el álbum debut; esto llevó a Jonas y Whittle convertirse en amigos y en última instancia lo añadió al grupo. El grupo se nombró DNCE como el nombre de una canción escrita para el álbum, que líricamente habla de estar demasiado borracho para escribir la palabra "dance". Joe añadió más tarde que el grupo decidió el nombre porque describe la "impresionante imperfección de los cuatro [ellos] juntos." JinJoo más tarde añadió que al igual que la ortografía de la palabra, uno no tiene que ser una bailarina perfecta para bailar en la vida. El grupo comenzó a realizar espectáculos secretos en la ciudad de Nueva York para ensayar para su próxima gira y actuaciones de promoción. La banda hizo una cuenta oficial de Instagram en septiembre de 2015; Joe más tarde publicó un vídeo teaser de la banda en su cuenta, etiquetando la página oficial de la banda, el 10 de septiembre de 2015.

## Carrera musical

### 2015-2018:SWAAY
El grupo lanzó su primer sencillo, "Cake by the Ocean", el 18 de septiembre de 2015. A pesar de empezar lento, la canción pasó a convertirse en un éxito moderado en numerosos territorios. La canción ha alcanzado hasta el momento en puesto 9 en el Billboard Hot 100, y el puesto 9 en el Canadian Hot 100. El grupo lanzó su primer EP, Swaay, el 23 de octubre de 2015. el álbum consta de cuatro pistas, recibió una recepción crítica en general positivas, "con espectáculos de escritura semanal que "divide la diferencia entre el power pop marca antigua de banda [Joe] y los estilos pop electro-besado de su álbum en solitario." La banda se embarcó en una gira el 14 de noviembre de 2015, conocido como el Greatest Tour Ever. Las catorce fechas programadas para la gira se agotaron. La gira recibió elogios de la crítica, y contó con canciones inéditas, así como también covers clásicos. El grupo ha anunciado planes para lanzar su álbum debut en 2016.
El 31 de enero de 2016, DNCE hizo un cameo durante "Grease: Live", especial de televisión transmitido por Fox; una producción en vivo del musical de Broadway, Grease. La banda se presentó como Johnny Casino y The Gamblers durante una escena de baile de la escuela secundaria, que incorpora una versión de 1950 con música como "Cake by the Ocean" y un cover de The Crickets, "Maybe Baby", junto a las canciones de Grease "Born to Hand Jive" y "Rock & Roll Is Here to Stay". En una entrevista con la revista Rolling Stone, Jonas explicó porque DNCE como fueron contactados por los productores del especial después de un espectáculo en la ciudad de Nueva York, y que siempre había sido un seguidor de Grease.

### 2018-presente:People to People y reunión de los Jonas Brothers
A inicios de 2018, el grupo lanzó un sencillo denominado "Dance", posteriormente, el 15 de junio lanzaron un EP de cuatro canciones llamado "People to People"
Un año más tarde, debido a la reunión de los Jonas Brothers, la banda se encuentra en un hiato indefinido.

## Miembros
Miembros actuales
- Joe Jonas – voz (2015-presente)
- Jack Lawless – batería, coros (2015-presente)
- JinJoo Lee – guitarra y coros (2015-presente)

## Álbumes

### Álbumes de estudio
| Title                                                                       | Details                                                                                          | Peak chart positions | Peak chart positions | Peak chart positions | Peak chart positions | Peak chart positions | Peak chart positions | Peak chart positions | Peak chart positions | Peak chart positions | Peak chart positions | Certifications |
| Title                                                                       | Details                                                                                          | US                   | BEL                  | AUS                  | CAN                  | FRA                  | IRL                  | JPN                  | SPA                  | SWI                  | UK                   | Certifications |
| --------------------------------------------------------------------------- | ------------------------------------------------------------------------------------------------ | -------------------- | -------------------- | -------------------- | -------------------- | -------------------- | -------------------- | -------------------- | -------------------- | -------------------- | -------------------- | -------------- |
| DNCE                                                                        | - Lanzamiento: 18 de noviembre de 2016 - Formatos: CD, descarga digital - Discográfica: Republic | 17                   | 32                   | 73                   | 43                   | 166                  | 76                   | 43                   | 86                   | 89                   | 48                   | - RIAA: Oro    |
| «—» indica que el álbum no fue lanzado o no se posicionó en ese territorio. |                                                                                                  |                      |                      |                      |                      |                      |                      |                      |                      |                      |                      |                |

### Reediciones
| Título               | Detalles |
| -------------------- | --- |
| DNCE (Jumbo Edition) | - Lanzamiento: 8 de noviembre de 2017 (Japan) - Formatos: CD, descarga digital - Discográfica: Republic Records |

#### EPs
| Año  | EP                                                  | Posiciones | Posiciones |
| Año  | EP                                                  | CAN        | EUA        |
| ---- | --------------------------------------------------- | ---------- | ---------- |
| 2015 | SWAAY - Lanzamiento: 23 de octubre de 2015          | 20         | 46         |
| 2018 | People to People - Lanzamiento: 15 de junio de 2018 | —          | —          |

### Sencillos

#### Sencillos como artistas principales
| Año                                                                            | Sencillo                              | Posiciones en listas | Posiciones en listas | Posiciones en listas | Posiciones en listas | Posiciones en listas | Posiciones en listas | Posiciones en listas | Posiciones en listas | Posiciones en listas | Posiciones en listas | Certificaciones | Álbum                               |
| Año                                                                            | Sencillo                              | AUS                  | CAN                  | EUA                  | IRL                  | NZ                   | NLD                  | POL                  | RU                   | SUE                  | SUI                  | Certificaciones | Álbum                               |
| ------------------------------------------------------------------------------ | ------------------------------------- | -------------------- | -------------------- | -------------------- | -------------------- | -------------------- | -------------------- | -------------------- | -------------------- | -------------------- | -------------------- | --- | ----------------------------------- |
| 2015                                                                           | «Cake by the Ocean»                   | 6                    | 7                    | 9                    | 6                    | 10                   | 19                   | 1                    | 4                    | 24                   | 13                   | - AUS: 3× Platino - CAN: 2× Platino - EUA: 4× Platino - NZ: 2× Platino - NLD: Platino - POL: 2× Platino - RU: 2× Platino - SUE: 3× Platino | SWAAY                               |
| 2016                                                                           | «Toothbrush»                          | 33                   | 36                   | 44                   | 65                   | —                    | —                    | —                    | 49                   | —                    | —                    | - AUS: Oro - EUA: Platino - RU: Plata | SWAAY                               |
| 2016                                                                           | «Body Moves»                          | 62                   | —                    | —                    | —                    | 42                   | —                    | —                    | 99                   | 96                   | —                    | | DNCE                                |
| 2017                                                                           | «Kissing Strangers» (con Nicki Minaj) | 96                   | 73                   | 103                  | —                    | 44                   | —                    | 31                   | —                    | —                    | —                    | - FIMI: Platino | DNCE (Jumbo Edition)                |
| 2018                                                                           | «Dance»                               | 62                   | —                    | —                    | —                    | 42                   | —                    | —                    | 99                   | 96                   | —                    | | People to People (Japanese Edition) |
| "—" indica que el sencillo no fue lanzado o no se posicionó en ese territorio. |                                       |                      |                      |                      |                      |                      |                      |                      |                      |                      |                      | |                                     |

#### Sencillos como artista invitado
| "Rock Bottom" (Hailee Steinfeld con DNCE)                                       | 2016 | — | —  | 39 | 61 | —  | — | - RIAA: Platino - MC: Oro - RMNZ: Oro | Haiz      |
| "Da Ya Think I'm Sexy?" (Remix) (Rod Stewart con DNCE)                          | 2017 | — | 14 | —  | —  | —  | — |                                       | Sin álbum |
| "Hands Up" (Merk & Kremont featuring DNCE)                                      | 2018 | — | —  | —  | —  | 42 | — | - FIMI: Platino                       | Sin álbum |
| "Dancing Feet" (Kygo con DNCE)                                                  | 2022 | — | —  | —  | —  | —  | — |                                       | Sin álbum |
| "—" denotes releases that did not chart or were not released in that territory. |      |   |    |    |    |    |   |                                       |           |

### Sencillos promocionales
| Título | Año  | Álbum     |
| --- | ---- | --------- |
| "Blown" (featuring Kent Jones) | 2016 | DNCE      |
| "Good Day" | 2016 | DNCE      |
| "Be Mean" | 2016 | DNCE      |
| "Santa Claus Is Coming to Town" (con Charlie Puth, Hailee Steinfeld, Daya, Fifth Harmony, Rita Ora, Tinashe, Sabrina Carpenter & Jake Miller) | 2016 | Sin álbum |

### Otras apariciones
| Título                          | Año  | Álbum                                                     |
| ------------------------------- | ---- | --------------------------------------------------------- |
| "Maybe (Baby)"                  | 2016 | Grease: Live                                              |
| "Born to Hand Jive"             | 2016 | Grease: Live                                              |
| "Rock n' Roll Party Queen"      | 2016 | Grease: Live                                              |
| "Rock n' Roll Is Here to Stay"  | 2016 | Grease: Live                                              |
| "What's Love Got to Do With It" | 2016 | The Time Is Now                                           |
| "Hands to Myself"               | 2016 | BBC Radio 1's Live Lounge 2016                            |
| "Forever"                       | 2017 | The Lego Batman Movie: Original Motion Picture Soundtrack |

## Vídeos musicales
Como artista Principal
| Título                                   | Año  | Director                 |
| ---------------------------------------- | ---- | ------------------------ |
| "Cake by the Ocean"                      | 2015 | Black Coffee, Gigi Hadid |
| "Toothbrush"                             | 2016 | Luke Monaghan            |
| "Body Moves" (Victoria’s Secret version) | 2016 | Desconocido              |
| "Body Moves"                             | 2016 | Hannah Lux Davis         |
| "Kissing Strangers"                      | 2017 | Marc Klasfeld            |
| "Good Day"                               | 2017 | SONIC                    |

Como artista Invitado
| Título         | Año  | Director        | Notas                          |
| -------------- | ---- | --------------- | ------------------------------ |
| "Rock Bottom"  | 2016 | Malia James     | Hailee Steinfeld's music video |
| "Hands Up"     | 2018 | Andrea Gallo    | Merk & Kremont's music video   |
| "Dancing Feet" | 2022 | Johannes Lovund | Kygo's music video             |

Cameos
| Título           | Año  | Director | Notas                          |
| ---------------- | ---- | -------- | ------------------------------ |
| "One More Night" | 2017 | Zac Ella | End of the World's music video |

## Filmografía
| Año  | Título       | Personaje                    | Notas                  |
| ---- | ------------ | ---------------------------- | ---------------------- |
| 2016 | Grease: Live | Johnny Casino y The Gamblers | Especial de televisión |

## Giras

### Como acto principal
- Greatest Tour Ever Tour (2015)
- DNCE in Concert (2017)

### Como acto de apertura
- Movistar Music Fest - El Salvador y Nicaragua (noviembre de 2015)
- Revival Tour — Selena Gomez (2016)
- 24K Magic World Tour — Bruno Mars (2017)
- 24K MAGIC - Bruno Mars (2018 )

## Premios y nominaciones
| Año  | Premio                    | Categoría            | Trabajo nominado    | Resultado | Ref.  |
| ---- | ------------------------- | -------------------- | ------------------- | --------- | ----- |
| 2016 | Kids' Choice Awards       | Mejor artista nuevo  | Ellos mismos        | Nominados | [ 4 ] |
| 2016 | Radio Disney Music Awards | Mejor artista nuevo  | Ellos mismos        | Nominados |       |
| 2016 | Radio Disney Music Awards | Canción más pegadiza | «Cake by the Ocean» | Nominados |       |
| 2016 | Radio Disney Music Awards | Mejor Himno          | «Cake by the Ocean» | Nominados |       |